# August Pitzl
August Pitzl (Vienna, 17 dicembre 1920 – Vienna, 25 gennaio 2000) è stato un cestista e dirigente sportivo austriaco.

## Carriera
Nella Österreichische Basketball Bundesliga ha giocato dal 1946 al 1968 nell'Union Rudolfsheim, squadra di cui è stato cofondatore.
Subito dopo il ritiro ricoprì la carica di presidente della federazione austriaca, l'Österreichischer Basketballverband. Nel 1984 fu nominato tesoriere della FIBA, due anni dopo lasciò la presidente dell'ÖBV e nel 1994 lasciò anche la FIBA. Giocò la sua ultima partita a 73 anni.
Il 1º marzo 2007 è stato inserito nella FIBA Hall of Fame.